# Signalisation ferroviaire en Belgique
La signalisation ferroviaire belge désigne l’ensemble des signaux conventionnels implantés sur le réseau ferré belge géré par Infrabel et destinés à assurer la sécurité des usagers du rail.

## Prérequis

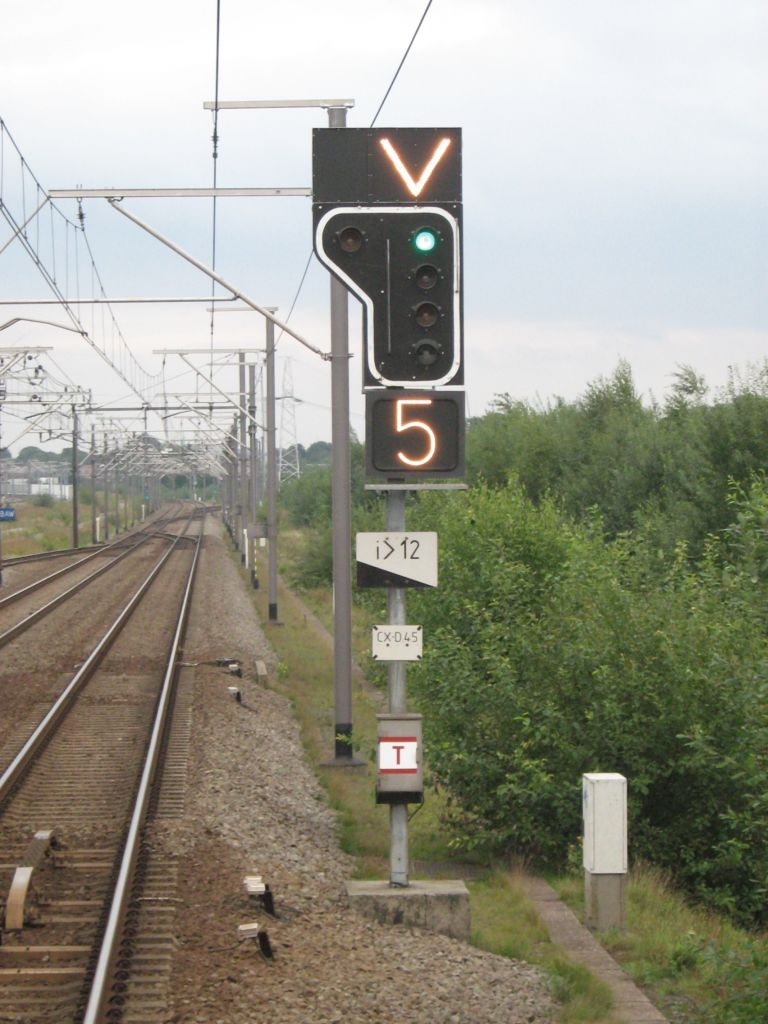
Signal de contre-voie présentant un chevron (et un chiffre de vitesse) ⇒ après ce signal, on reviendra en régime de voie normale (après franchissement d'une aiguille nous ramenant sur la voie de gauche et dont le franchissement devra se faire en respectant la vitesse limite indiquée soit 50 km/h).

Il y a en Belgique deux genres de mouvements d'un train :  
- le grand mouvement qui s'effectue en marche normale (la circulation s'effectue à la vitesse autorisée par la signalisation et la réglementation) ;
- le petit mouvement qui s'effectue en marche à vue.

La transformation du genre du mouvement est réalisée par la signalisation (grands signaux d'arrêt) ou un ordre écrit.

Le premier mouvement se fera toujours en petit mouvement.
On distingue également deux régimes de mouvement (en grand mouvement uniquement) :
- le régime de voie normale : les signaux sont implantés à gauche[2] de la voie (car sur les lignes à double voie on circule normalement sur la voie de gauche[3]) et l'éclairement des feux des signaux lumineux est fixe.
- le régime de contre-voie : les signaux sont implantés à droite de la voie parcourue (c'est-à-dire la voie de droite sur les lignes à double voie) et l'éclairement de feux des signaux lumineux est clignotant.

La façon la plus courante de changer de régime est à la faveur d'un chevron (signe en forme de V) allumé sur un grand signal d'arrêt (simple ou combiné).
En petit mouvement, tous les signaux sont à respecter, aussi bien ceux de voie normale que ceux de contre-voie; les signaux ne s'adressant qu'aux petits mouvements sont normalement placés à gauche. Par contre, certains signaux (lumineux ou non) sont spécifiquement dédiés aux petits mouvements et ne sont donc pas à respecter par les convois circulant en grand mouvement.

Remarquons encore que, comme dans d'autres pays, la couleur orange est appelée jaune.

## Les signaux lumineux

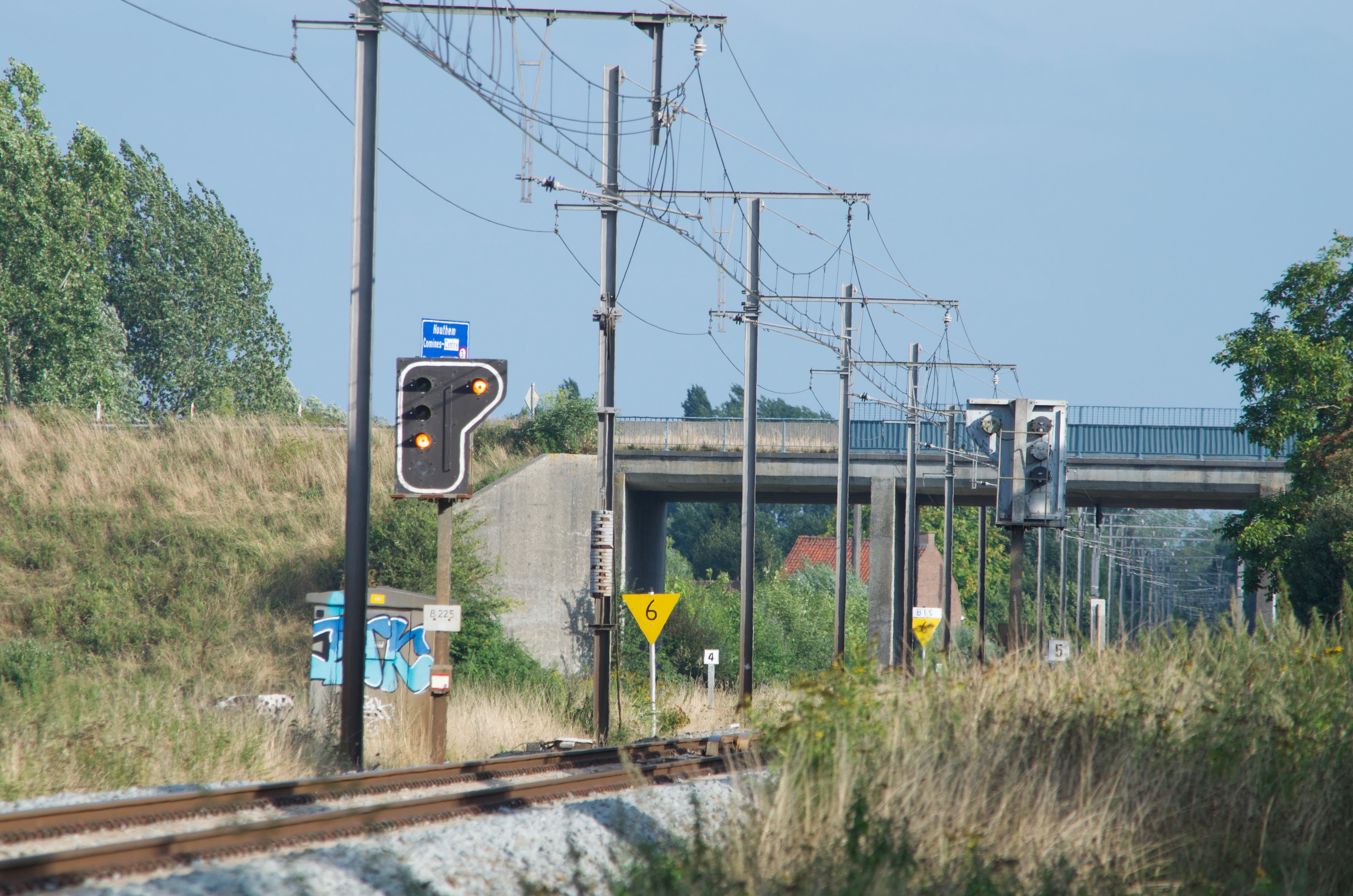
Signal de voie normale présentant un deux-jaune : le signal suivant présente donc un état fermé (protection de l'aiguille de la gare de Comines : Passage en double voie). Un panneau d'annonce affichant le chiffre 6 ordonne au conducteur de baisser sa vitesse à 60 km/h avant le panneau d'origine (passage d'une courbe et d'une aiguille à vitesse réduite).

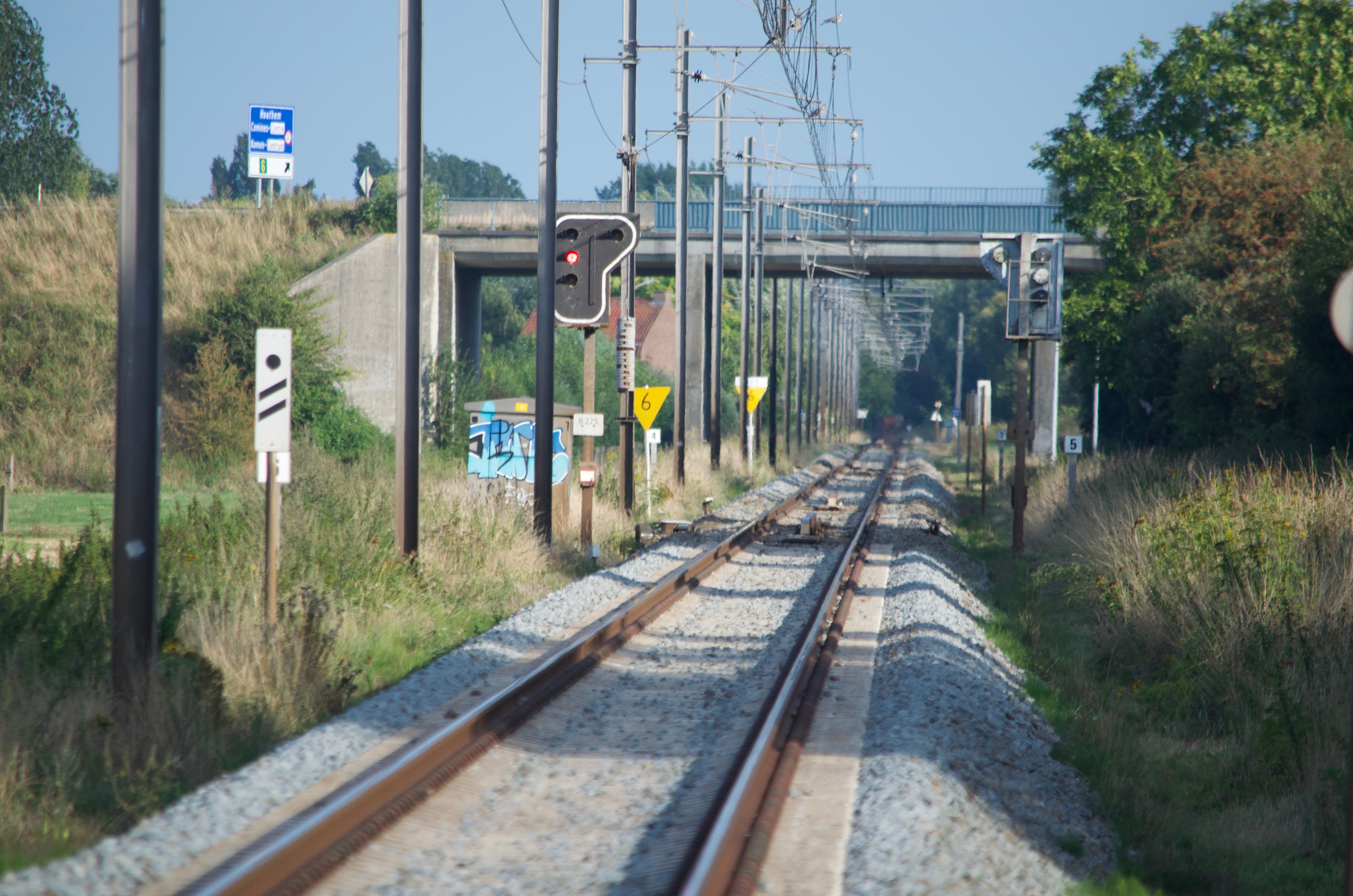
Signal imposant l'arrêt à l'approche d'une aiguille.

Les signaux lumineux sont conçus et disposés pour être visibles de loin (jusqu'à deux kilomètres par temps clair). Pour cela, ils sont équipés de lentilles permettant de focaliser les rayons lumineux émis par l'ampoule, laquelle peut ainsi être choisie de puissance raisonnable. C'est la raison pour laquelle les feux ne semblent pas très intenses lorsqu'on les regarde de côté alors qu'ils éclairent violemment dans l'axe normal de vision c'est-à-dire dans la direction d'arrivée du train.
Remarques
- Une croix de Saint-André blanche placée sur un signal signifie « ne pas tenir compte » : quel que soit son aspect (éclairé ou éteint), ce signal doit être considéré comme inexistant ;
- Dans les autres cas, un signal éteint doit être considéré comme rouge : il ne peut être franchi qu'après arrêt devant le signal et exécution de formalités de franchissement.

### Aspects présentés par les grands signaux d'arrêt et les signaux avertisseurs
| Voie normale | Explication | Contre-voie |
| ------------ | --- | ----------- |
| ou           | Vert : autorise le passage en grand mouvement ; le signal suivant est ouvert sans restriction ou est un signal avertisseur. | ou          |
|              | Deux-jaunes : autorise le passage en grand mouvement; le signal d'arrêt suivant est fermé ou est ouvert en petit mouvement (Rouge+blanc), ou encore ce signal-ci ne « connaît » pas l'état du signal suivant — il n'y a pas de lien entre les deux (par exemple en entrée ou en sortie de gare). Le conducteur considère dans tous les cas que le signal d'arrêt suivant est à l'arrêt. |             |
| ou           | Rouge : impose l'arrêt; si le signal ne peut être ouvert à la suite d'une avarie (au signal lui-même, ou à un passage à niveau ou un aiguillage qu'il couvre par exemple), le conducteur devra accomplir des formalités de franchissement (S422, S379 ou annotation à son rapport) pour pouvoir continuer sa route. | ou          |
|              | Vert-jaune horizontal : autorise le passage en grand mouvement, mais le signal suivant impose une réduction de vitesse ; cette vitesse peut être indiquée par un nombre jaune affiché dans un écran supérieur (la limitation de vitesse sera indiquée au signal suivant par un nombre blanc à l'écran inférieur ou un panneau placé sous le signal lumineux) ; à défaut, un nombre noir sur un triangle blanc peut être apposé sur le mât du signal : c'est la plus petite vitesse qui pourra être imposée par le signal suivant. Si aucune indication n'est présente, le conducteur considère que la vitesse imposée est de 40 km/h. |             |
|              | Vert-jaune vertical : autorise le passage en grand mouvement et informe d'une courte section : la distance entre le signal suivant et celui qui suit est plus courte que la distance normalement requise pour effectuer la mission imposée. Le signal suivant présentera l'aspect vert-jaune horizontal ou deux jaunes. |             |
| ou           | Rouge et blanc : autorise le passage en petit mouvement (induit un changement du genre du mouvement si on était en grand mouvement). Comme le petit mouvement n'existe normalement qu'en gare et dans les faisceaux de garage, les feux placés en pleine voie ne possèdent généralement pas de projecteur blanc (voir signaux vus de dos sur les deux photos ci-contre). | ou          |

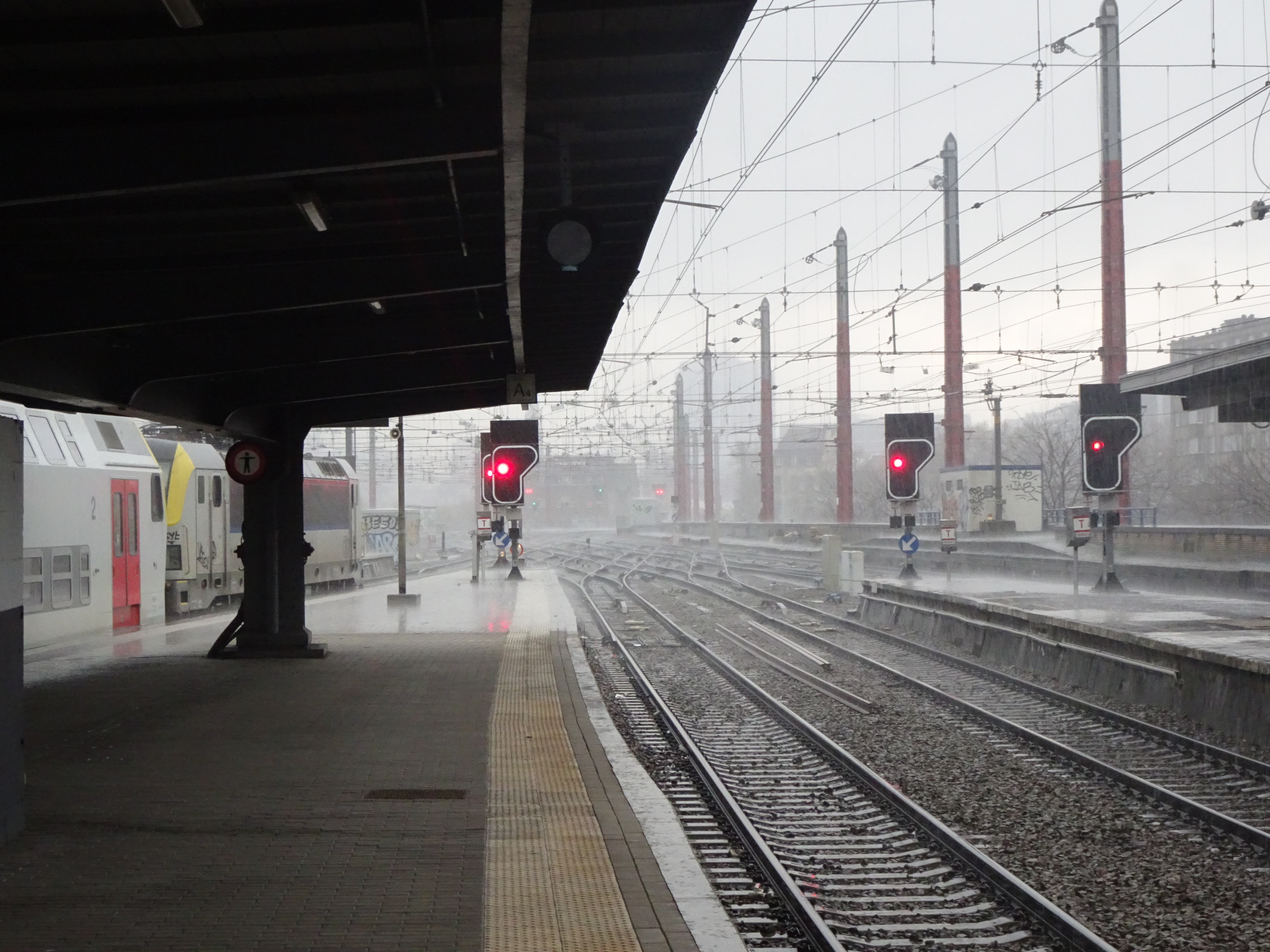
Signaux de sortie de gare, à faible hauteur au-dessus des quais.

### Grand signal d'arrêt (simple)
Fermé (rouge), il impose l'arrêt aux grands comme aux petits mouvements ; il peut être ouvert en grand mouvement (vert, ou deux jaunes dans certains cas) ou en petit mouvement (rouge+blanc).
Il peut en outre présenter un nombre en blanc (réduction de vitesse), un chevron (changement de régime) ou un U (réception dans certaines voies en impasse) dans un écran complémentaire.
Il peut être placé sur un mât ou sur potence (au-dessus de la voie). En gare, il est parfois placé à faible hauteur au-dessus d'un quai (quai haut) si l'encombrement des lieux l'exige. Dans ce cas, il arrive (deux fois sur la photo ci-contre) qu'un signal de voie normale concerne la voie située à sa gauche, ce qui est indiqué par une flèche blanche sur fond bleu inclinée à 45° vers la gauche placée sous le signal.

### Signal avertisseur indépendant
Il avertit de l'aspect du grand signal d'arrêt suivant :

il peut présenter les aspects vert (signal suivant ouvert sans restriction), deux jaunes (signal suivant présente un rouge R ou autorisé le passage en petit mouvement R+Bl), vert-jaune horizontal (le signal suivant impose une réduction de vitesse) ou vert-jaune vertical (double avertissement dans le cas d'une courte section).
Il peut également présenter un nombre de couleur blanche en dessous de l'écran principal avec les aspects vert-jaune horizontal et vert-jaune vertical ; c'est alors la vitesse (en dizaine de km/h) à respecter au signal suivant.

### Grand signal d'arrêt combiné
Il sert à la fois de grand signal d'arrêt et de signal avertisseur; il peut donc, selon les nécessités du terrain, présenter aussi bien les aspects du grand signal d'arrêt simple que ceux du signal avertisseur. C'est le type de signal qu'on rencontre le plus sur les lignes principales du réseau.
Il peut, comme le signal d'arrêt simple, être placé sur potence.

### Signal d'arrêt lumineux simplifié
Il peut être soit placé à fleur de sol, soit surélevé (sur un mât). Ces signaux sont utilisés dans les faisceaux pour lesquels il n'y a qu'un seul grand signal de sortie (signal commun de sortie de faisceau). Lorsqu'il est au passage, le grand signal de sortie de faisceau n'indique pas pour quelle voie du faisceau la route est tracée, cette information est donnée par le signal d'arrêt simplifié. Par conséquent, dans un faisceau, un seul signal d'arrêt simplifié peut avoir l’aspect ouvert (jaune).
| Photo                                   | Description |
| --------------------------------------- | --- |
| Signal d'arrêt simplifié fermé (rouge)  | Rouge, il impose l'arrêt aux grands et petits mouvements. |
| Signal d'arrêt simplifié ouvert (jaune) | Lorsqu'il est ouvert il présente un feu jaune mais ne change pas le genre du mouvement; de plus il ne donne aucune information quant à l'aspect du signal suivant. |

### Petit signal d'arrêt[4]
| Triangle noir sur base avec deux feux blancs horizontaux | Fermé, impose l'arrêt aux petits mouvements uniquement. |
| Triangle noir sur base avec deux feux blancs en oblique  | Ouvert, autorise le passage en petit mouvement.         |

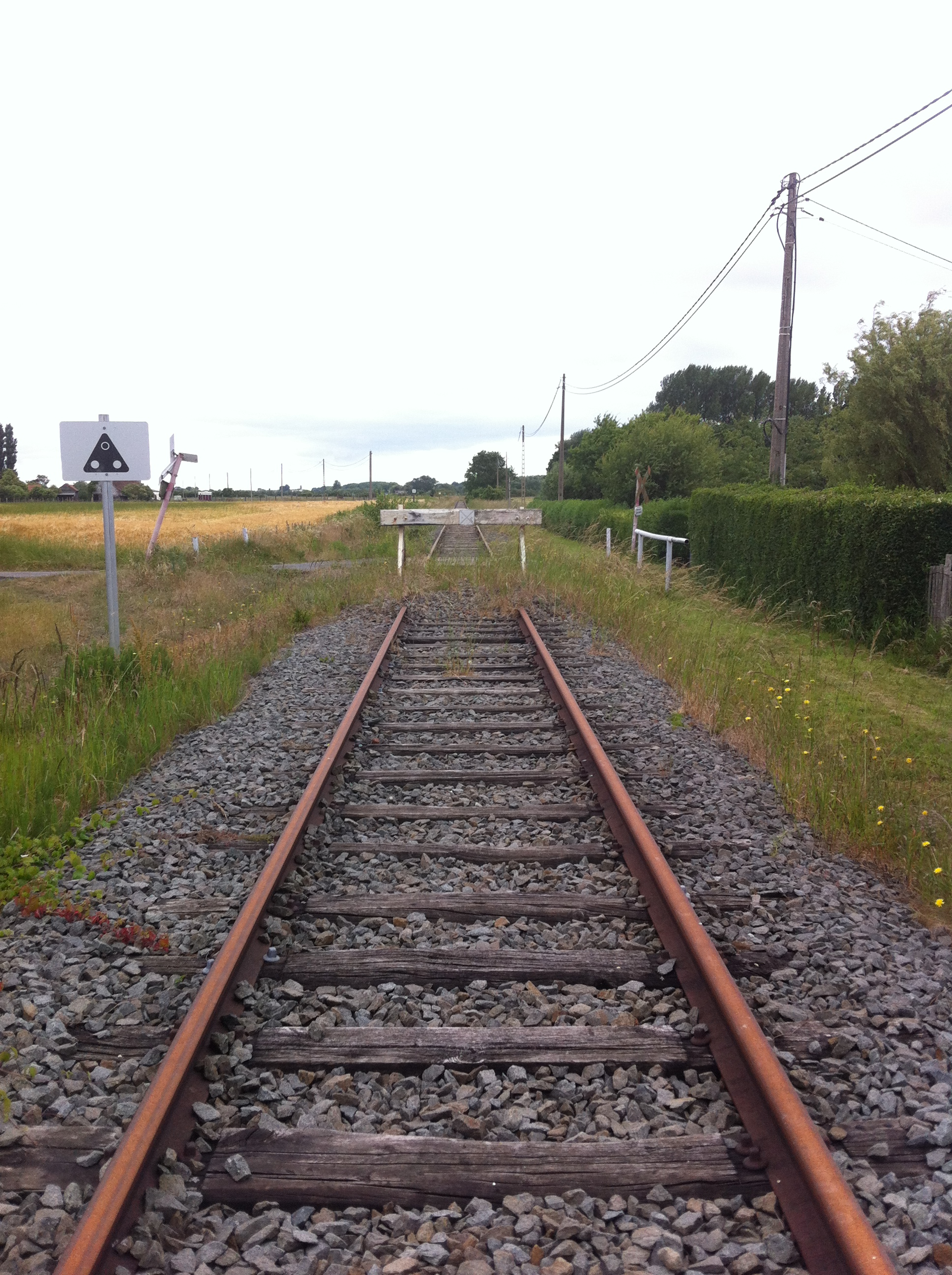
À gauche, pancarte représentant un petit signal d'arrêt « fermé en permanence » devant un butoir.

Il est généralement placé à fleur de sol.

## Les panneaux

### Les panneaux de vitesse
| Permanents | Explication | Temporaires |
| ---------- | --- | ----------- |
|            | Panneau d'annonce : annonce une réduction de vitesse ; le nombre indique en dizaine(s) de km/h la vitesse à laquelle doit se trouver le convoi au droit du panneau d'origine. |             |
|            | Panneau d'origine : début de la zone à vitesse réduite. Le nombre est identique à celui sur le triangle d'annonce ; il peut également ne pas être présent, le panneau présentant alors uniquement un cercle noir. |             |

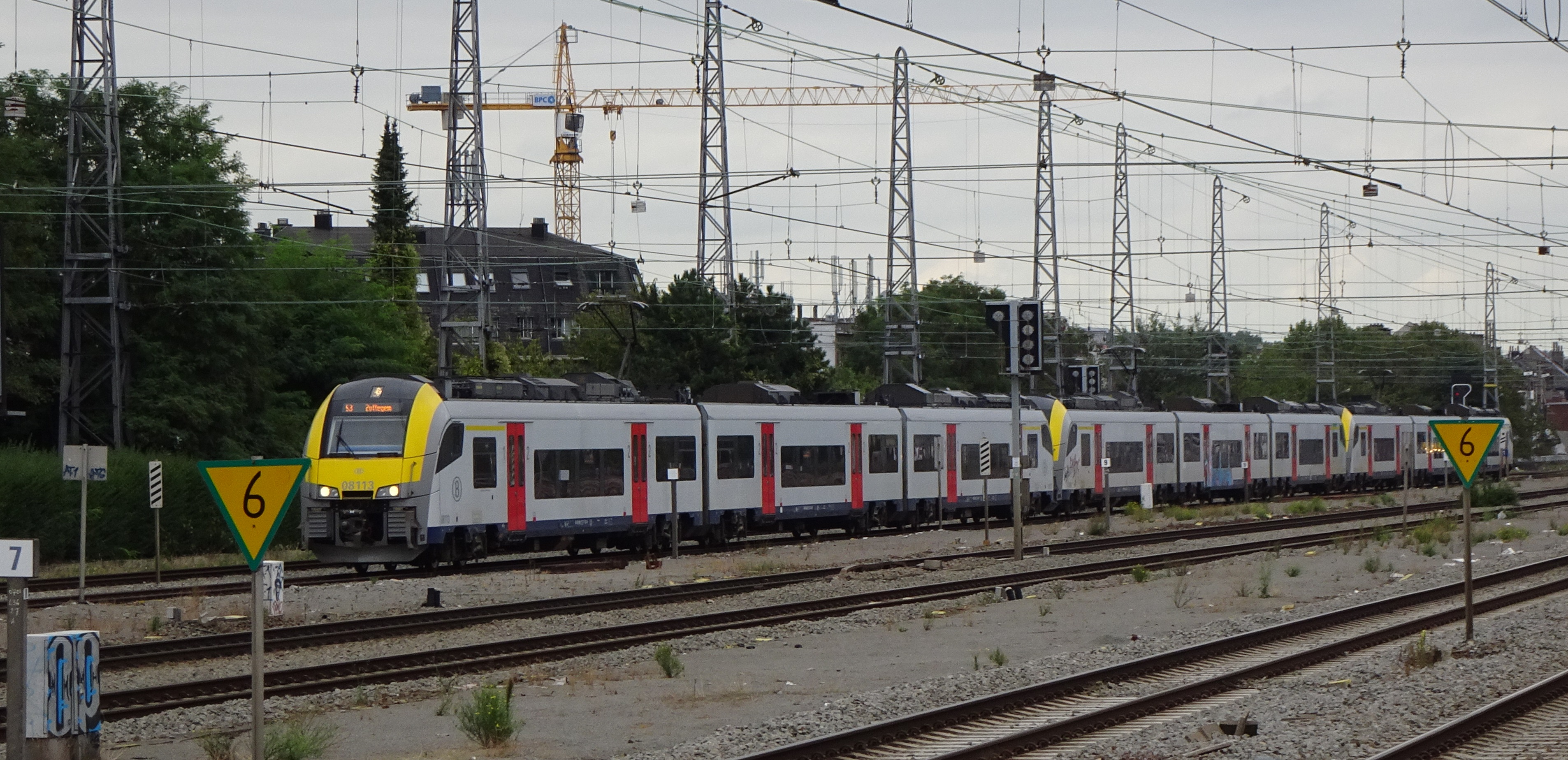
Ici, à la sortie nord de Bruxelles-Nord, on peut accélérer jusqu'à 60 km/h. (La vitesse de référence dans la jonction Nord-Midi est de 50.)

|            | Panneau de fin de zone : permet, lorsque le convoi entier a franchi le panneau, de relever la vitesse à la valeur indiquée (en dizaine(s) de km/h). - La version illustrée ci-contre en haut est utilisée lorsque la vitesse autorisée n'atteint pas la vitesse de référence de la ligne, et que la vitesse indiquée est la vitesse maximale autorisée à cet endroit quel que soit l'itinéraire. - la version représentée en bas peut être placée entre un panneau d'annonce et un panneau d'origine pour autoriser une reprise de vitesse sur des itinéraires provenant d'une zone où la vitesse est encore plus faible. |             |
|            | Panneau de vitesse de référence : permet, lorsque le convoi entier a franchi le panneau, de relever la vitesse à la valeur indiquée (en dizaine(s) de km/h). Il indique la vitesse de référence de la ligne, qui est la vitesse en fonction de laquelle sont calculées les distances entre signaux. |             |

Des indications complémentaires peuvent compléter ces panneaux s'ils ne s'adressent qu'à certains convois : on parle alors de triangles spéciaux ; par exemple "HKM" signifie qu'il ne s'adresse qu'aux trains de marchandises.

### Les principaux autres panneaux
| Image | Explication |
| ----- | --- |
|       | Panneau repère de ligne : indique sur quelle ligne on est dirigé.                                                                                    |
|       | Panneau repère de fin de ligne de contact : indique la fin d'une zone alimentée par caténaire. Il impose l'arrêt aux engins de traction électriques. |
|       | Panneau d'annonce d'abaissement des pantographes : annonce une zone à parcourir avec pantographe(s) abaissé(s).                                      |
|       | Panneau d'exécution d'abaissement des pantographes : début d'une zone à parcourir avec pantographe(s) abaissé(s).                                    |
|       | Panneau de relèvement des pantographes : fin d'une zone à parcourir avec pantographe(s) abaissé(s).                                                  |

## Les autres signaux

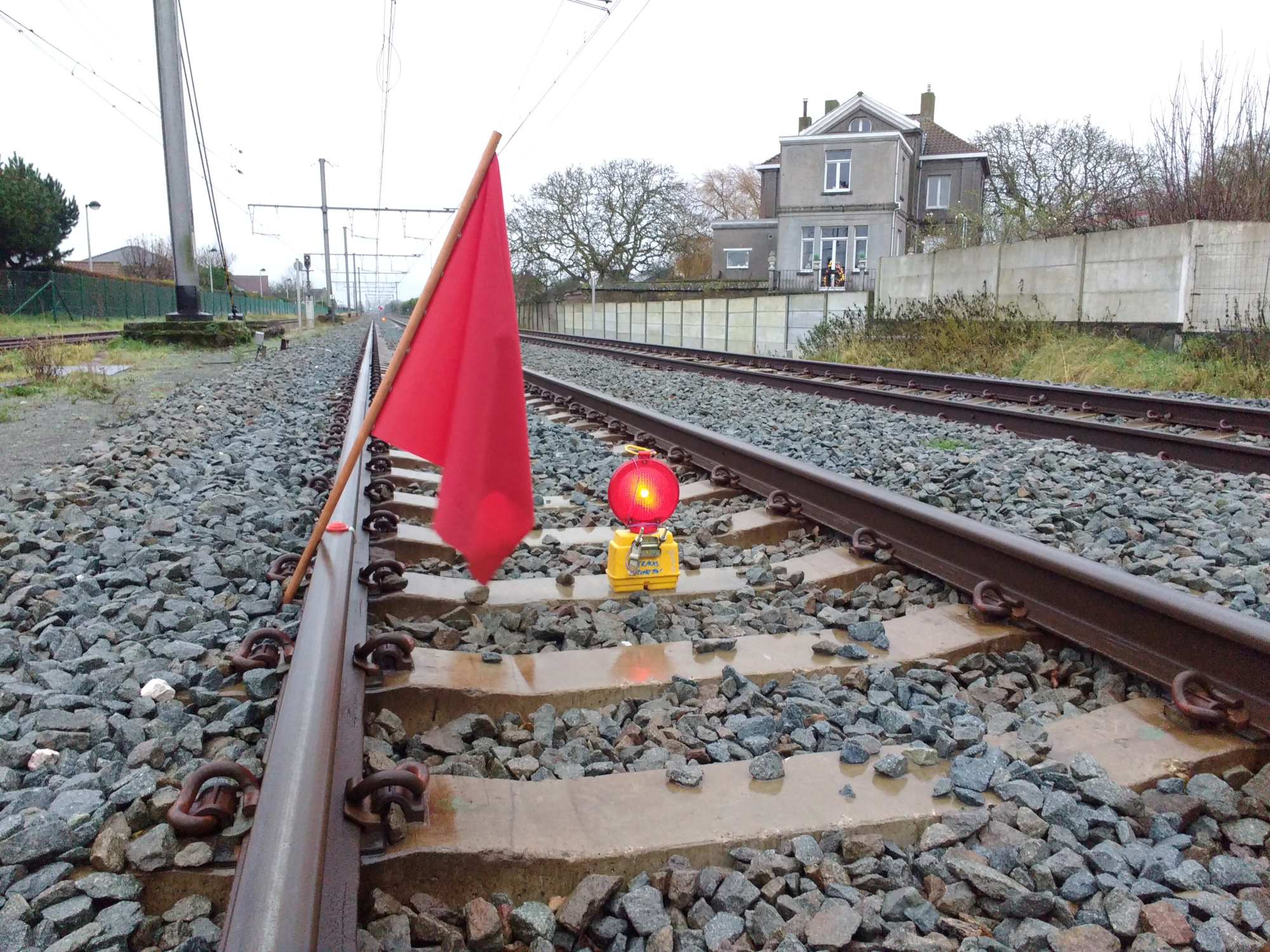
Signaux mobiles

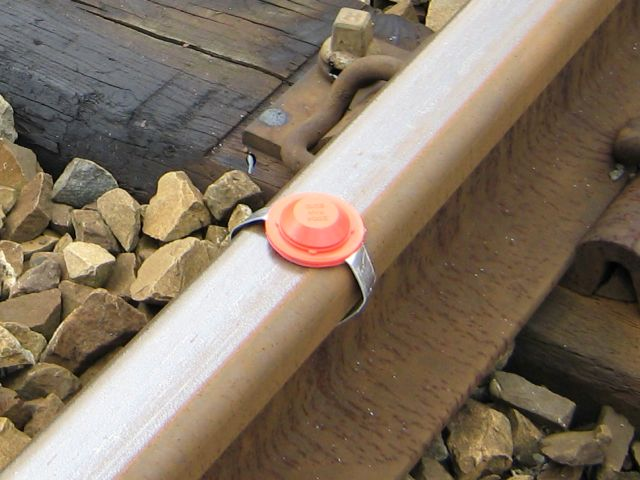
Un pétard

D'autres signaux viennent compléter la signalisation fixe :
- les signaux mobiles (lampe la nuit ou par mauvaise visibilité, drapeau le jour) rouge, jaune et vert ;
- les signaux acoustiques (pétards, coups de klaxon) [6];
- la torche à flamme rouge et le clignotement des phares (imposent l'arrêt) ;

Sur certains quais (la plupart de ceux qui sont suivis d'un signal couvrant une zone d'aiguillages) sont également installés des IOT.

## La signalisation de cabine

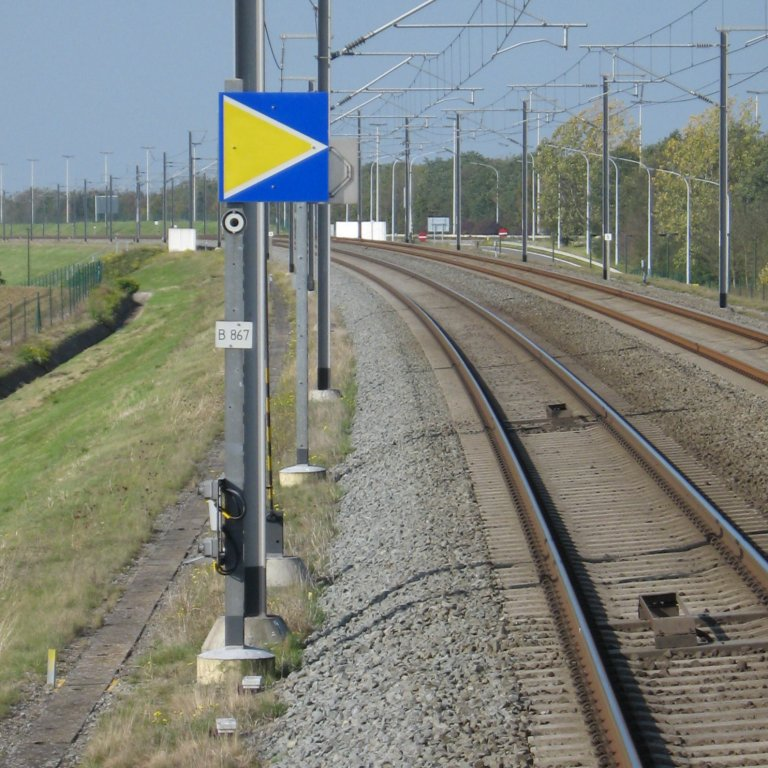
Un grand repère d'arrêt

En Belgique, la signalisation de cabine est en place sur les lignes à grande vitesse (avec des repères d'arrêts qui remplacent les grands signaux lumineux.) : 
TVM 430 sur la LGV 1, ETCS niveau 1 uniquement sur la LGV 2, anciennement équipée de TBL2 et ETCS niveaux 1 et 2 sur les LGV 3 et LGV 4.
En outre, l'ETCS niveau 1 et 2 équipe certaines lignes classiques du réseau Infrabel, en combinaison avec des signaux lumineux traditionnels. Les engins équipés de l'ETCS suivent ses indications, tandis que les trains non équipés circulent en suivant les indications de la signalisation lumineuse.